# Степан Рудь
Степан Рудь (*д/н — †після 1762) — кошовий отаман Війська Запорозького Низового у 1762 році.

## Життєпис
Походив з Полтавщини. Достеменно невідомо, коли саме Степан з братом Яковом став запорозьким козаком Полтавського куреня. Водночас значну частину часу проводив у м. Переволочній. У 1743 році отримав звання значного «зауніверсального» запорозького козака. Близько 1750 року стає військовим товаришем Полтавського полку. 1752 року в описі Полтавського полку позначений як козак Переволочанської сотні. Мав хутір біля річки Омельник в урочищі Сорокотяжиному.
У 1759 році оселяється на Січі. 1762 року, скориставшись невдоволенням звичайного козацтва кошовим Григорієм Лантухом, якого було позбавлено отаманства, домігся обрання себе за кошового отамана. Втім керував на Запорозькій Січі не тривалий час. Того ж року втратив владу. 23 серпня 1762 року названий як колишній кошовий отаман. Новим кошовим став Петро Калнишевський. Подальша доля Степана Рудя невідома.